# Хокер оспри
Хокер оспри (енгл. Hawker Osprey) је ловац-извиђач направљен у Уједињеном Краљевству. Авион је први пут полетео 1930. године. 

Највећа брзина у хоризонталном лету је износила 283 km/h. Размах крила је био 11,28 метара а дужина 8,94 метара. Маса празног авиона је износила 1544 килограма, а нормална полетна маса 2245 kg. Био је наоружан са 2 митраљеза калибра 7,7 милиметара.

## Наоружање
| Наоружање авиона: Хокер оспри  |     |
| Ватрено (стрељачко) наоружање  |     |
| Топ                            |     |
| Митраљез                       |     |
| Број и ознака митраљеза        | 2   |
| Калибар                        | 7,7 |
| Бомбардерско наоружање (бомбе) |     |
| Ракетно наоружање (ракете)     |     |